# Білл Тілден
Вільям Тейтем (Білл) Тілден (англ. William Tatem "Bill" Tilden; 10 лютого 1893, Філадельфія — 5 червня 1953, Лос-Анджелес) — американський тенісист, письменник, журналіст і тенісний тренер, перша ракетка світу серед любителів у 1920—1925 роках.
Тілден, який виріс у сім'ї заможного імпортера вовни, до двадцяти двох років ставився до тенісу як до хобі, захоплюючись музикою та театром, і почав серйозно займатися ним тільки після смерті батька та старшого брата, поставивши собі за мету стати найкращим гравцем у світі. 1918 року вперше дійшов до фіналу чемпіонату США в одиночному розряді, а в 1920 році виграв Вімблдонський турнір і вперше став чемпіоном США, також завоювавши зі збірною США Кубок Девіса. За підсумками 1920 вперше очолив рейтинг найкращих тенісистів світу. В цілому за роки аматорської кар'єри (до 1930 року) — 11-разовий переможець чемпіонату США, Вімблдонського турніру та чемпіонату світу на ґрунтових кортах в одиночному розряді, 11-разовий переможець чемпіонатів Франції та США та Вімблдонського турніру в парному і змішаному парному розрядах, 7-разовий володар Кубка Девіса.

## Особисте життя
Білл Тілден ніколи не був одружений і не мав дітей. Його особисте життя було закритим, і він ретельно оберігав свою приватність. Гомосексуальність Тілдена була відома, але не обговорювалася під час його кар'єри в 1920-х роках. Після його смерті в 1953 році його репутація була затьмарена двома тюремними термінами за сексуальні дії з неповнолітніми хлопцями. З віком гомосексуальність Тілдена ставала більш очевидною, що призвело до його виключення з багатьох тенісних і клубних спільнот.

## Загальна статистика

### Часовий графік результатів
| W | Ф | ПФ | ЧФ | #Р | КТ | К# | DNQ | A | NH |

Для турнірів з раундом виклику: (WC) won; (CR) програв у раунді виклику; (ФA) all comers' finalist.
|                                        |                                  |                                  |                                  |                                  |                                  |                    |                    |                    |                    |                    |                                  |                                  |                                  |                                  |                                  |                    |                    |                    |                    |                    |                    |                    | SR      | В-П    | Win % |
| Турніри Великого шлему                 | Аматорська кар'єра               | Аматорська кар'єра               | Аматорська кар'єра               | Аматорська кар'єра               | Аматорська кар'єра               | Аматорська кар'єра | Аматорська кар'єра | Аматорська кар'єра | Аматорська кар'єра | Аматорська кар'єра | Аматорська кар'єра               | Аматорська кар'єра               | Аматорська кар'єра               | Аматорська кар'єра               | Аматорська кар'єра               | Аматорська кар'єра | Аматорська кар'єра | Аматорська кар'єра | Аматорська кар'єра | Аматорська кар'єра | Аматорська кар'єра | Аматорська кар'єра | 10 / 23 | 114–13 | 89.76 |
| Турніри Великого шлему                 | 1910                             | 1911                             | 1912                             | 1913                             | 1914                             | 1915               | 1916               | 1917               | 1918               | 1919               | 1920                             | 1921                             | 1922                             | 1923                             | 1924                             | 1925               | 1926               | 1927               | 1928               | 1929               | 1930               | 1930               | 10 / 23 | 114–13 | 89.76 |
| -------------------------------------- | -------------------------------- | -------------------------------- | -------------------------------- | -------------------------------- | -------------------------------- | ------------------ | ------------------ | ------------------ | ------------------ | ------------------ | -------------------------------- | -------------------------------- | -------------------------------- | -------------------------------- | -------------------------------- | ------------------ | ------------------ | ------------------ | ------------------ | ------------------ | ------------------ | ------------------ | ------- | ------ | ----- |
| Відкритий чемпіонат Австралії з тенісу |                                  |                                  |                                  |                                  |                                  |                    | Не проводився      | Не проводився      | Не проводився      |                    |                                  |                                  |                                  |                                  |                                  |                    |                    |                    |                    |                    |                    |                    | 0 / 0   | 0–0    | N/A   |
| Відкритий чемпіонат Франції з тенісу   | Тільки серед французьких гравців | Тільки серед французьких гравців | Тільки серед французьких гравців | Тільки серед французьких гравців | Тільки серед французьких гравців | Не проводився      | Не проводився      | Не проводився      | Не проводився      | Не проводився      | Тільки серед французьких гравців | Тільки серед французьких гравців | Тільки серед французьких гравців | Тільки серед французьких гравців | Тільки серед французьких гравців |                    |                    | Ф                  |                    | ПФ                 | Ф                  | Ф                  | 0 / 3   | 14–3   | 82.35 |
| Вімблдонський турнір                   |                                  |                                  |                                  |                                  |                                  | Не проводився      | Не проводився      | Не проводився      | Не проводився      |                    | WC                               | WC                               |                                  |                                  |                                  |                    |                    | ПФ                 | ПФ                 | ПФ                 | П                  | П                  | 3 / 6   | 31–3   | 91.18 |
| Відкритий чемпіонат США з тенісу       |                                  |                                  |                                  |                                  |                                  |                    | 1р                 | 3р                 | Ф                  | Ф                  | П                                | П                                | П                                | П                                | П                                | П                  | ЧФ                 | Ф                  |                    | П                  | ПФ                 | ПФ                 | 7 / 14  | 69–7   | 90.79 |
| Турніри Про-Слем                       | Професійна кар'єра               | Професійна кар'єра               | Професійна кар'єра               | Професійна кар'єра               | Професійна кар'єра               | Професійна кар'єра | Професійна кар'єра | Професійна кар'єра | Професійна кар'єра | Професійна кар'єра | Професійна кар'єра               | Професійна кар'єра               | Професійна кар'єра               | Професійна кар'єра               | Професійна кар'єра               | Професійна кар'єра | Професійна кар'єра | Професійна кар'єра | Професійна кар'єра | Професійна кар'єра | Професійна кар'єра | Професійна кар'єра | 3 / 19  | 37–18  | 67.27 |
| Турніри Про-Слем                       | 1931                             | 1932                             | 1933                             | 1934                             | 1935                             | 1936               | 1937               | 1938               | 1939               | 1940               | 1941                             | 1942                             | 1943                             | 1944                             | 1945                             | 1946               | 1947               | 1948               | 1949               | 1950               | 1951               | 1951               | 3 / 19  | 37–18  | 67.27 |
| U.S. Pro                               | П                                | ПФ                               |                                  |                                  | П                                |                    |                    |                    | ПФ                 | ПФ                 | ЧФ                               |                                  | ЧФ                               | NH                               | ПФ                               | 1р                 |                    |                    |                    |                    | ЧФ                 |                    | 2 / 10  | 19–8   | 70.37 |
| French Pro                             |                                  |                                  | NH                               | П                                | ПФ                               |                    | ПФ                 | Ф                  | ПФ                 | Не проводився      | Не проводився                    | Не проводився                    | Не проводився                    | Не проводився                    | Не проводився                    | Не проводився      | Не проводився      | Не проводився      | Не проводився      | Не проводився      | Не проводився      | Не проводився      | 1 / 5   | 10–4   | 71.43 |
| Wembley Pro                            | Не проводився                    | Не проводився                    | Не проводився                    | 3rd                              | Ф                                | NH                 | Ф                  | NH                 | 3rd                | Не проводився      | Не проводився                    | Не проводився                    | Не проводився                    | Не проводився                    | Не проводився                    | Не проводився      | Не проводився      | Не проводився      |                    |                    |                    |                    | 0 / 4   | 8–6    | 57.14 |
| Всього:                                | Всього:                          | Всього:                          | Всього:                          | Всього:                          | Всього:                          | Всього:            | Всього:            | Всього:            | Всього:            | Всього:            | Всього:                          | Всього:                          | Всього:                          | Всього:                          | Всього:                          | Всього:            | Всього:            | Всього:            | Всього:            | Всього:            | Всього:            | Всього:            | 13 / 42 | 151–31 | 82.97 |

## Рекорди

### За весь час
| Турнір                           | Починаючи з | Встановлений рекорд                                                                                              | З ким ділить             | Посилання    |
| -------------------------------- | ----------- | --- | ------------------------ | ------------ |
| Великий шлем                     | 1877        | 51 виграних поспіль матчів, всі мейджори (1920–26)                                                               | одноосібно               |              |
| Великий шлем                     | 1877        | серія з 42-х виграних поспіль матчів на одному турнірі, Чемпіонат США (1920–26)                                  | одноосібно               | [ 7 ]        |
| Відкритий чемпіонат США з тенісу | 1881        | 7 титулів загалом                                                                                                | Річард Сірс Вільям Ларнд | [ 8 ]        |
| Відкритий чемпіонат США з тенісу | 1881        | 10 фіналів загалом                                                                                               | Одноосібно               | [ 9 ] [ 8 ]  |
| Відкритий чемпіонат США з тенісу | 1881        | 8 фіналів поспіль (1918–25)                                                                                      | Іван Лендл               | [ 10 ] [ 8 ] |
| Відкритий чемпіонат США з тенісу | 1881        | 91.02 % (71–7) загальний відсоток виграних матчів                                                                | одноосібно               | [ 11 ]       |
| Відкритий чемпіонат США з тенісу | 1881        | серія з 42-х виграних поспіль матчів (1920–26)                                                                   | Одноосібно               | [ 12 ]       |
| Відкритий чемпіонат США з тенісу | 1881        | загалом 16 титулів в одиночному, парному й змішаному парному розрядах (1913–29)                                  | одноосібно               | [ 13 ]       |
| Всі турніри                      | 1877        | 98 виграних поспіль матчів (1924–25)                                                                             | одноосібно               | [ 14 ]       |
| Всі турніри                      | 1877        | (71–1) серія матчів за один сезон (1925)                                                                         | Одноосібно               | [ 15 ]       |
| Всі турніри                      | 1877        | 19 здобутих поспіль титулів (1924–25)                                                                            | Ентоні Вілдінґ           |              |
| Всі турніри                      | 1877        | 52 досягнуті поспіль фінали (1922–26)                                                                            | Одноосібно               |              |
| Всі турніри                      | 1877        | Найбільша кількість потраплянь до фіналу Кубка Девіса: 11 зі співвідношенням 21–7 в одиночному розряді (1920–30) | Одноосібно               |              |
| Всі турніри                      | 1877        | 43 досягнуті поспіль фінали на ґрунті (1922–29)                                                                  | Одноосібно               |              |
| Всі турніри                      | 1877        | 23 досягнуті поспіль фінали на траві (1921–26)                                                                   | Одноосібно               |              |
| Всі турніри                      | 1877        | 88.29 % (445–49) відсоток виграних матчів на траві                                                               | Одноосібно               | [ 16 ]       |
| Всі турніри                      | 1877        | 479 баґелів за кар'єру                                                                                           | Одноосібно               | [ 17 ]       |
| Всі турніри                      | 1877        | 106 подвійних баґелів за кар'єру                                                                                 | Одноосібно               | [ 18 ]       |
| Всі турніри                      | 1877        | 11 потрійних баґелів за кар'єру                                                                                  | Одноосібно               | [ 19 ]       |
| Всі турніри                      | 1877        | 10 років поспіль з відсотком перемог понад 90 % (1918—1927)                                                      | Одноосібно               | [ 20 ]       |
| Всі турніри                      | 1877        | 11 років загалом з відсотком перемог понад 90 % (1918—1930)                                                      | Одноосібно               | [ 20 ]       |
| Всі турніри                      | 1877        | 16 років загалом з відсотком перемог понад 80 % (1914—1933)                                                      | Одноосібно               | [ 20 ]       |